# ひびきわたる
ひびき わたる（1942年10月9日 - 2018年9月10日）は、日本のお笑いタレント、漫談家。所属事務所はプロモーション・ススム。

## 概要
群馬県出身。本名：新井友和。辻ひろしとハッタリーズに入門。1966年に正式メンバーとしてドラム担当になる。
1968年、漫談でデビュー。「お笑いキャスター」と呼ばれ、歌、声帯模写、司会、作詞・作曲もし、レコードは16枚出している。
喫煙道具の「キセル」を使った、人間や動物のモノマネは日本で唯一の芸。
その他、ギター漫談、ソウル漫談、フルートを吹きながらの漫談、「鶴の恩返し」などもある。
1984年に日本テレビ「お笑いスター誕生!!」で、『最優秀個人賞』と『最優秀歌唱賞』を受賞。
2006年7月より落語協会に入会し、寄席にも出演していた。
2018年9月10日14時42分、腹水炎のため死去。75歳没。

## 出演
- NHKラジオ第1放送「サンデージョッキー」「真打ち競演」
- 日本テレビ「お笑いスター誕生!!」「笑点」
- TBSラジオ「ラジオ寄席」
- NHK総合「笑いがいちばん」

## 所属
- プロモーション・ススム
- 東京演芸協会
- 落語協会